# Félix Dafauce
Félix Dafauce Tarancón (Madrid, 13 novembre 1896 – Castellón de la Plana, 4 ottobre 1990) è stato un attore spagnolo.

## Biografia
Attore dalla vocazione molto precoce, è andato in scena per la prima volta a soli dieci anni nella commedia Militares y paisanos. Negli anni successivi, ha continuato una stabile carriera teatrale, unendosi alle compagnie di Margarita Xirgu, Irene López Heredia e María Fernanda Ladrón de Guevara. Alcune delle produzioni in cui recitò includono Don Juan Tenorio (1937), nel ruolo di Don Juan, Curva peligrosa (1950), di J.B. Priestley, Los años del Bachillerato (1960), di José André Lecour, La sirena varada (1965), di Alejandro Casona, Así es (si así os parece) (1967), di Luigi Pirandello, Los bajos fondos (1968), di Maksim Gor'kij, Romance de lobos (1970), di Valle-Inclán, Retorno al hogar (1970), di Harold Pinter, El círculo de tiza caucasiano (1971), di Bertolt Brecht, Flor de Santidad (1973), di Adolfo Marsillach, La señorita de Trevélez (1979), di Carlos Arniches o Tres sombreros de copa (1983), di Miguel Mihura.
Debuttò nel cinema nel 1925 con Nobleza baturra, di Juan Vilá Vilamala e fino al 1941, quando ritornò sui set cinematografici con la commedia Un marido barato, privilegiò la carriera teatrale con la compagnia di Conchita Montes. A partire dal 1950 iniziò un'intensa attività cinematografica che durò fino alla metà degli anni Sessanta e in cui gira oltre cento film, lavorando tra gli altri con José Antonio Nieves Conde e Rafael Gil. Dalla fine degli anni '60, privilegia nuovamente la sua carriera teatrale iniziando ad apparire anche in televisione in programmi come Primera fila, Estudio 1, Novela, Historias para no dormir e Hora once, continuando la sua attività artistica fino a poco tempo prima della morte. Sposato con Carmen Ruiz, ha avuto un figlio, Carlos Dafauce.

## Filmografia

### Cinema
- Nobleza baturra, regia di Juan Vilá Vilamala (1925)
- Un marido barato, regia di Armando Vidal (1941)
- Quando gli angeli dormono (Cuando los angeles duermen), regia di Ricardo Gascón (1947)
- Unas páginas en negro, regia di Juan Fortuny e Armando Seville (1950)
- El final de una leyenda, regia di Ricardo Gascón (1951)
- Surcos, regia di José Antonio Nieves Conde (1951)
- Siamo tutti peccatori (Balarrasa), regia di José Antonio Nieves Conde (1951)
- Il segreto di Cristoforo Colombo (Alba de América), regia di Juan de Orduña (1951)
- Tra due bandiere (Lola, la piconera), regia di Luis Lucia (1952)
- Uomini senza pace (Los ojos dejan huellas), regia di José Luis Sáenz de Heredia (1952)
- Amaya, regia di Luis Marquina (1952)
- Cabaret, regia di Eduardo Manzanos Brochero (1953)
- El diablo toca la flauta, regia di José María Forqué (1953)
- El seductor de Granada, regia di Lucas Demare (1953)
- Vuelo 971, regia di Rafael J. Salvia (1953)
- La guerra di Dio (La guerra de Dios), regia di Rafael Gil (1953)
- Il terrore dell'Andalusia (Carne de horca), regia di Ladislao Vajda (1953)
- Il bacio di Giuda (El beso de Judas), regia di Rafael Gil (1954)
- Todo es posible en Granada, regia di José Luis Sáenz de Heredia (1954)
- Rebeldía, regia di José Antonio Nieves Conde (1954)
- Terroristi a Madrid (La ciudad perdida), regia di Rafael María Torrecilla (1955)
- El guardián del paraíso, regia di Arturo Ruiz-Castillo (1955)
- Noche de tormenta, regia di Jaime de Mayora (1955)
- La mente che uccide (Los peces rojos), regia di José Antonio Nieves Conde (1955)
- Nubes de verano, regia di Arthur Duarte (1955)
- Un día perdido, regia di José María Forqué (1955)
- Plaza de toros (Tarde de toros), regia di Ladislao Vajda (1956)
- La legión del silencio, regia di José María Forqué e José Antonio Nieves Conde (1956)
- Un fantasma llamado amor, regia di Ramón Torrado (1956)
- Un abrigo a cuadros, regia di Alfredo Hurtado (1957)
- El batallón de las sombras, regia di Manuel Mur Oti (1957)
- Una cruz en el infierno, regia di José María Elorrieta (1957)
- Las últimas banderas, regia di Luis Marquina (1957)
- Agguato a Tangeri, regia di Riccardo Freda (1957)
- Mensajeros de paz, regia di José María Elorrieta (1957)
- El andén, regia di Eduardo Manzanos Brochero (1957)
- Familia provisional, regia di Francisco Rovira Beleta (1958)
- Héroes del aire, regia di Ramón Torrado (1958)
- La noche y el alba, regia di José María Forqué (1958)
- L'ultima canzone, regia di Pino Mercanti (1958)
- ¿Dónde vas, Alfonso XII?, regia di Luis César Amadori (1959)
- Gayarre, regia di Domingo Viladomat (1959)
- Pasos de angustia, regia di Clemente Pamplona (1959)
- Llegaron dos hombres, regia di Eusebio Fernández Ardavín (1959)
- Venta de Vargas, regia di Enrique Cahen Salaberry (1959)
- S.O.S., abuelita, regia di León Klimovsky (1959)
- De espaldas a la puerta, regia di José María Forqué (1959)
- Mision en Marruecos, regia di Carlos Arévalo (1959)
- Los chicos, regia di Marco Ferreri (1959)
- Juicio final, regia di José Ochoa (1960)
- Un trono per Cristina (Un trono para Cristy), regia di Luis César Amadori (1960)
- La quiniela, regia di Ana Mariscal (1960)
- Labios rojos, regia di Jesús Franco (1960)
- Alma aragonesa, regia di José Ochoa (1961)
- La estatua, regia di José Luis Gamboa (1961)
- Pachín, regia di Arturo Ruiz-Castillo (1961)
- Honorables sinvergüenzas, regia di José Luis Gamboa (1961)
- Armi contro la legge (Armas contras la ley), regia di Ricardo Blasco (1961)
- Dal peccato alla gloria (Fray Escoba), regia di Ramón Torrado (1961)
- Il diabolico dottor Satana (Gritos en la noche), regia di Jesús Franco (1962)
- A hierro muere, regia di Manuel Mur Oti (1962)
- Teresa de Jesús, regia di Juan de Orduña (1962)
- Su alteza la niña, regia di Mariano Ozores (1962)
- Rosa de Lima, regia di José María Elorrieta (1962)
- Rogelia, regia di Rafael Gil (1962)
- Perro golfo, regia di Domingo Viladomat (1963)
- Operación Embajada, regia di Fernando Palacios (1963)
- 55 giorni a Pechino (55 Days at Peking), regia di Nicholas Ray (1963)
- Il magnifico avventuriero, regia di Riccardo Freda (1963)
- L'assassinio del Dott. Hitchkok (Autopsia de un criminal), regia di Ricardo Blasco (1963)
- Una tal Dulcinea, regia di Rafael J. Salvia (1963)
- La vedova nera (Das Geheimnis der schwarzen Witwe), regia di Franz Josef Gottlieb (1963)
- Eva 63, regia di Pedro Lazaga (1963)
- Llegar a más, regia di Jesús Fernández Santos (1963)
- Juego de hombres, regia di José Luis Gamboa (1963)
- Sfida selvaggia (El Llanero), regia di Jesús Franco (1963)
- Júrame, regia di José Ochoa (1964)
- Cerrado por asesinato, regia di José Luis Gamboa (1964)
- Valiente, regia di Luis Marquina (1964)
- Tengo 17 años, regia di José María Forqué (1964)
- Due mafiosi nel Far West, regia di Giorgio Simonelli (1964)
- Destino: Barajas, regia di Ricardo Blasco (1965)
- El cálido verano del Sr. Rodríguez, regia di Pedro Lazaga (1965)
- El halcón de Castilla, regia di José María Elorrieta (1967)
- Un uomo e una colt (Un hombre y un colt), regia di Tulio Demicheli (1967)
- Il marchio di Kriminal, regia di Fernando Cerchio (1967)
- Una strega senza scopa (A Witch Without a Broom), regia di José María Elorrieta (1967)
- Operación cabaretera, regia di Mariano Ozores (1967)
- Amor en el aire, regia di Luis César Amadori (1967)
- Pasto de fieras, regia di Amando de Ossorio (1969)
- El taxi de los conflictos, regia di Antonio Ozores, José Luis Sáenz de Heredia e Mariano Ozores (1969)
- Una sull'altra, regia di Lucio Fulci (1969)
- Estudio amueblado 2.P., regia di José María Forqué (1969)
- De barro y oro, regia di Joaquín Bollo Muro (1969)
- Il tuo dolce corpo da uccidere, regia di Alfonso Brescia (1970)
- La tonta del bote, regia di Juan de Orduña (1970)
- Dele color al difunto, regia di Luis María Delgado (1970)
- Crimen imperfecto, regia di Fernando Fernán Gómez (1970)
- Don Erre que erre, regia di José Luis Sáenz de Heredia (1970)
- Secuestro a la española, regia di Mateo Cano (1972)
- Flor de santidad, regia di Adolfo Marsillach (1972)
- Las protegidas, regia di Francisco Lara Polop (1976)
- Madrid, costa Fleming, regia di José María Forqué (1976)
- El hombre que supo amar, regia di Miguel Picazo (1976)
- Nosotros que fuimos tan felices, regia di Antonio Drove (1976)
- El segundo poder, regia di José María Forqué (1976)
- Casa de citas, regia di Jesús Yagüe (1978)
- Un hombre llamado Flor de Otoño, regia di Pedro Olea (1978)
- La ocasión, regia di José Ramón Larraz (1978)
- Esperando a papá, regia di Vicente Escrivá (1980)
- En mil pedazos, regia di Carlos Puerto (1980)
- Ojo, frágil, regia di Álvaro Forqué (1981) – cortometraggio
- Todo es posible en Granada, regia di Rafael Romero Marchent (1982)
- De camisa vieja a chaqueta nueva, regia di Rafael Gil (1982)
- Los líos de Estefanía, regia di Augusto Fenollar (1983)
- Las autonosuyas, regia di Rafael Gil (1983)
- Extramuros, regia di Miguel Picazo (1985)
- I paradisi perduti (Los paraísos perdidos), regia di Basilio Martín Patino (1985)
- Romanza final (Gayarre), regia di José María Forqué (1986)
- Tata mía, regia di José Luis Borau (1986)
- Madrid, regia di Basilio Martín Patino (1987)
- Moros y cristianos, regia di Luis García Berlanga (1987)
- La diputada, regia di Javier Aguirre (1988)

### Televisione
- Estudio 3 – serie TV, un episodio (1964)
- Primera fila – serie TV, 6 episodi (1964-1965)
- Novela – serie TV, 49 episodi (1964-1979)
- Confidencias – serie TV, un episodio (1965)
- Tiempo y hora – serie TV, un episodio (1965)
- Estudio 1 – serie TV, 13 episodi (1965-1982)
- Historias para no dormir – serie TV, 3 episodi (1966)
- La familia Colón – serie TV, un episodio (1967)
- Escuela de matrimonios – serie TV, un episodio (1967)
- Teatro de siempre – serie TV, 5 episodi (1968-1970)
- La risa española – serie TV, 3 episodi (1969)
- Hora once – serie TV, 9 episodi (1969-1974)
- Pequeño estudio – serie TV, 2 episodi (1969-1970)
- Triptico de Navidad – serie TV, un episodio (1971)
- Crónicas de un pueblo – serie TV, un episodio (1972)
- Stop – serie TV, un episodio (1972)
- Historias de Juan Español – serie TV, 2 episodi (1972-1973)
- Si yo fuera rico – serie TV, un episodio (1974)
- Los libros – serie TV, 2 episodi (1974)
- Crónicas fantásticas – serie TV, un episodio (1974)
- Noche de teatro – serie TV, un episodio (1974)
- El teatro – serie TV, un episodio (1975)
- Palabras cruzadas – serie TV, un episodio (1975)
- Las aventuras del hada Rebeca – serie TV, 2 episodi (1976)
- La señora García se confiesa – serie TV, un episodio (1976)
- Curro Jiménez – serie TV, un episodio (1977)
- Teatro estudio – serie TV, 2 episodi (1977-1981)
- Los mitos – serie TV, un episodio (1979)
- Escrito en América – serie TV, un episodio (1979)
- El español y los siete pecados capitales – serie TV, 6 episodi (1980)
- Cervantes – serie TV, un episodio (1981)
- Verano azul – serie TV, un episodio (1981)
- Ramón y Cajal – serie TV, 2 episodi (1982)
- La máscara negra – serie TV, un episodio (1982)
- Las pícaras – serie TV, un episodio (1983)
- Sonatas – serie TV, un episodio (1983)
- El jardín de Venus – serie TV, un episodio (1983)
- La huella del crimen – serie TV, un episodio (1985)
- Página de sucesos – serie TV, un episodio (1985)
- Pedro I el cruel – serie TV, un episodio (1989)
- Miguel Servet – serie TV, un episodio (1989)
- Historias de otro lado – serie TV, un episodio (1991) – postumo

## Doppiatori italiani
- Manlio Busoni in Il segreto di Cristoforo Colombo
- Gualtiero De Angelis in Il magnifico avventuriero
- Oreste Lionello in Due mafiosi nel Far West
- Stefano Sibaldi in Il tuo dolce corpo da uccidere